# Departament de Chalatenango
Chalatenango és un dels 14 departaments que conformen El Salvador. És al nord del país i fa frontera amb Hondures. La seva capital és Chalatenango. En aquest department es troba el punt més elevat del país, El Pital, amb 2.730 metres. Té una superfície de 2016,6 km² i més de 240.000 habitants. Va ser fet departament el 14 de febrer de 1855. Durant el conflicte armat al Salvador (1980-1992), gran part del seu territori va estar sota el control de la guerrilla del Frente Farabundo Martí para la Liberación Nacional. En aquest departament també s'hi troben les ruïnes arqueològiques de Las Matras, que té restes de velles poblacions i les coves on hi ha escriptures a la roca. Igualment s'hi troba la presa hidroelèctrica "5 de novembre", que fa frontera a l'est amb el Departament de Cabañas. El municipi de La Palma és famós per la seva artesania.

## Municipis del departament
1. Agua Caliente
2. Arcatao
3. Azacualpa
4. Chalatenango
5. Citalá
6. Comalapa
7. Concepción Quezaltepeque
8. Dulce Nombre de María
9. El Carrizal
10. El Paraíso
11. La Laguna
12. La Palma
13. La Reina
14. Las Vueltas
15. Nombre de Jesús
16. Nueva Concepción
17. Nueva Trinidad
18. Ojos de Agua
19. Potonico
20. San Antonio de la Cruz
21. San Antonio Los Ranchos
22. San Fernando
23. San Francisco Lempa
24. San Francisco Morazán
25. San Ignacio
26. San Isidro Labrador
27. San José Cancasque
28. San José de las Flores
29. San Luis del Carmen
30. San Miguel de Mercedes
31. San Rafael
32. Santa Rita
33. Tejutla